# أوايسس الرياض
أوايسس الرياض هي إحدى مناطق فعاليات موسم الرياض الترفيهي العالمي الذي يقام في مدينة الرياض عاصمة المملكة العربية السعودية، وتشرف عليه الهيئة العامة للترفيه.

## الوصف
تتخذ أوايسس موقعا صحراويًا شمال العاصمة الرياض، يمتد على مساحة 1.3 مليون م2، تتقاسمها ثماني مناطق، تحوي مطاعم ومخيمات ومتاجر للتسوق ومواقع للحفلات، إضافة إلى الألعاب الترفيهية والفعاليات الفنية.
وتحوي المنطقة عددًا من زوايا الفن التي تتخذ من الرمال متحفًا تستعرض فيه أعمال الفنانين السعوديين من منحوتات وجداريات وفن الجرافيتي، الذي يعكس الثقافة النجدية. وتتوفر للزوار جلسات بين النخيل على أنغام الموسيقى، والمطاعم الإيطالية، وتضم أكثر من 25 علامة تجارية محلية ودولية، ودورا للأزياء والإكسسوارات والمنتجات الشبيهة بالثقافة السعودية.

## المناطق
تشمل أوايسس ثماني مناطق رئيسة، تتمثل في: منطقة التسوق، تراث نجد، المنطقة الترفيهية، الفنون، مطاعم عالمية، دكة الأوايسس، اللاونجات الموسيقية، منطقة "glamps".